# Peter Dens
Peter Dens (ur. 12 września 1690, zm. 15 lutego 1775) – flamandzki teolog katolicki, autor Theologia moralis et dogmatica.